# Tierra Blanca (Pungarabato)
Tierra Blanca es una localidad del estado mexicano de Guerrero. Es parte del municipio de Pungarabato.

## Demografía
| Gráfica de evolución demográfica |
|                                  |

| Censo | Población |
| ----- | --------- |
| 1921  | 135       |
| 1930  | 72        |
| 1940  | 49        |
| 1950  | 157       |
| 1960  | 145       |
| 1970  | 225       |
| 1980  | 274       |
| 1990  | 327       |
| 2000  | 732       |
| 2010  | 527       |
| 2020  | 1 034     |